# باب کولینفورد
باب کولینفورد (انگلیسی: Bob Cullingford؛ زادهٔ ۱۹۵۳ (۷۱–۷۲ سال)) بازیکن فوتبال اهل بریتانیا است.
از باشگاه‌هایی که در آن بازی کرده‌است می‌توان به باشگاه فوتبال مورکم و باشگاه فوتبال برادفورد سیتی اشاره کرد.